# Jüdischer Friedhof (Geroda)

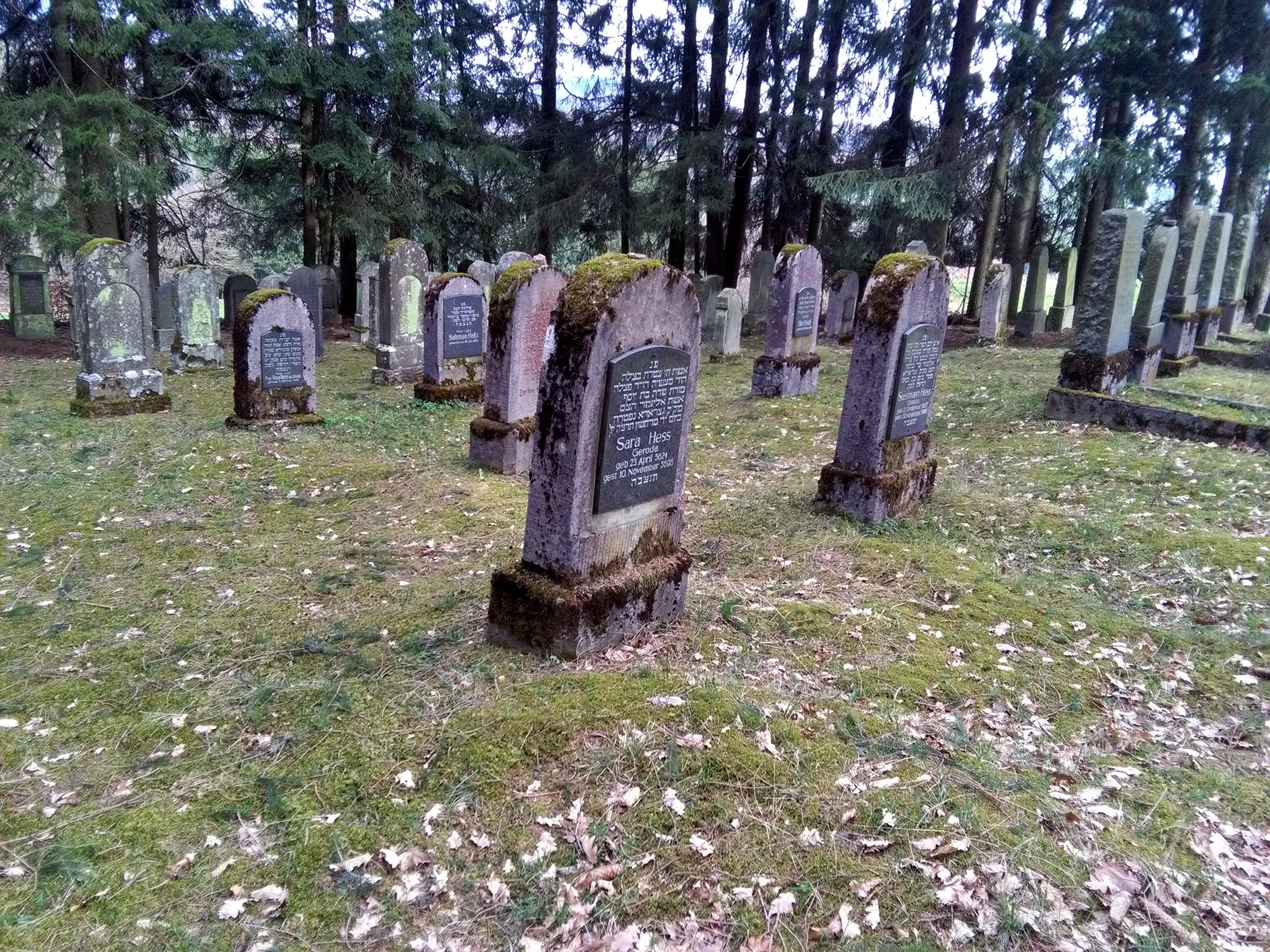
Jüdischer Friedhof in Geroda (2016)

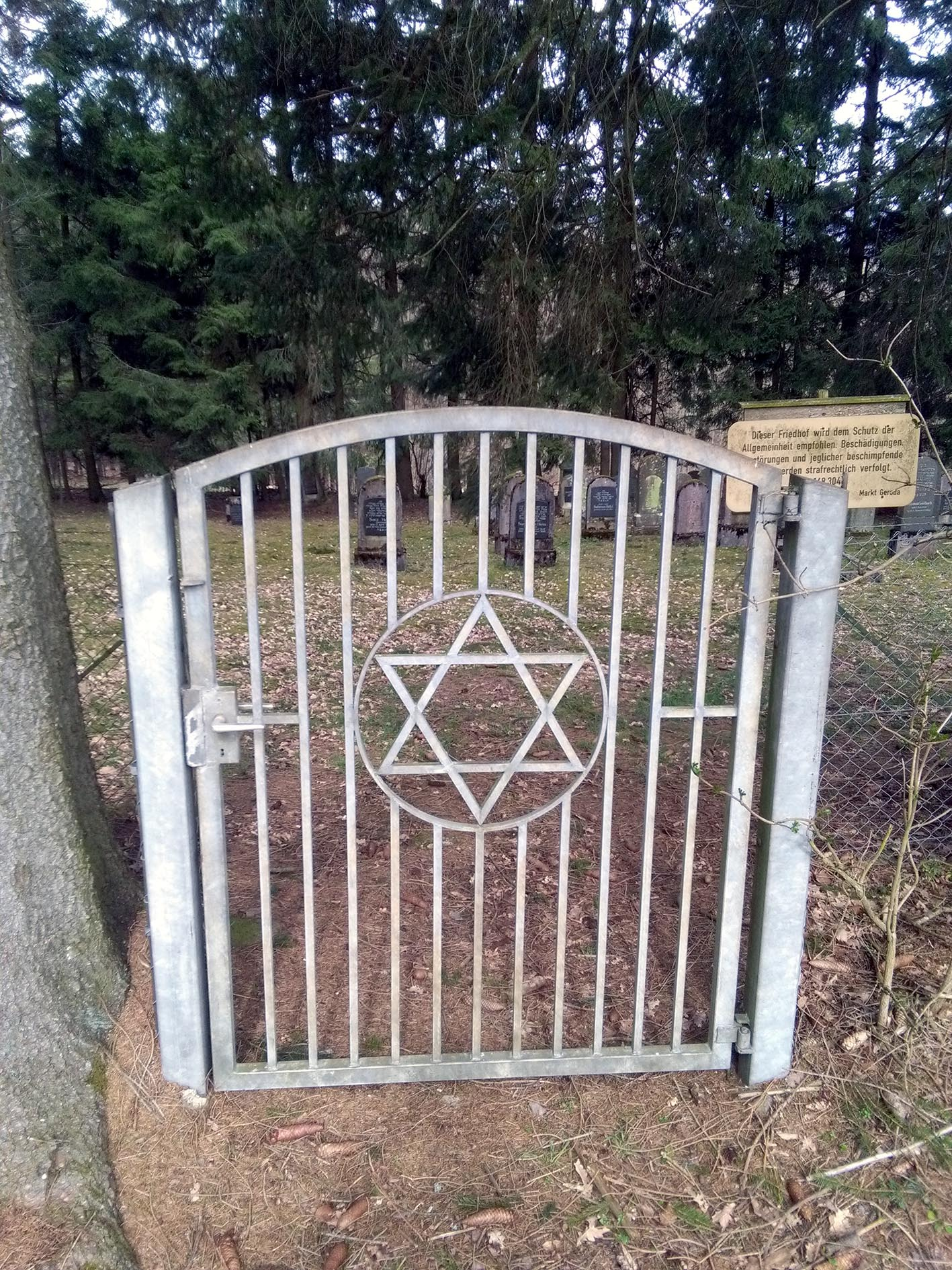
Eingang zum jüdischen Friedhof

Der Jüdische Friedhof Geroda in Geroda, einer Gemeinde im unterfränkischen Landkreis Bad Kissingen in Bayern, wurde 1910 errichtet. Er befindet sich im Wald westlich von Geroda und ist erreichbar über die Fortsetzung des Viereichenweges bis zum Waldrand.

## Geschichte
Die jüdische Gemeinde Geroda hatte ihre Toten vor 1910 auf dem jüdischen Friedhof Pfaffenhausen beigesetzt. Auf dem neuen jüdischen Friedhof in Geroda wurden auch die Toten der jüdischen Gemeinde Platz und Unterriedenberg bestattet. Das ebenfalls erbaute Taharahaus wurde 1966 wegen Baufälligkeit abgebrochen. Heute sind auf dem 9 Ar großen Friedhof noch über 40 Grabsteine (Mazewot) erhalten.
Nachdem im Juli 1938 der Friedhof in Pfaffenhausen vom Staat geschlossen worden war, fanden nun auch die Toten aus den jüdischen Gemeinden des Friedhofverbandes Pfaffenhausen in Geroda ihre letzte Ruhestätte.
Die letzte Bestattung fand im Jahre 1940 statt.